# Pallars Jussà

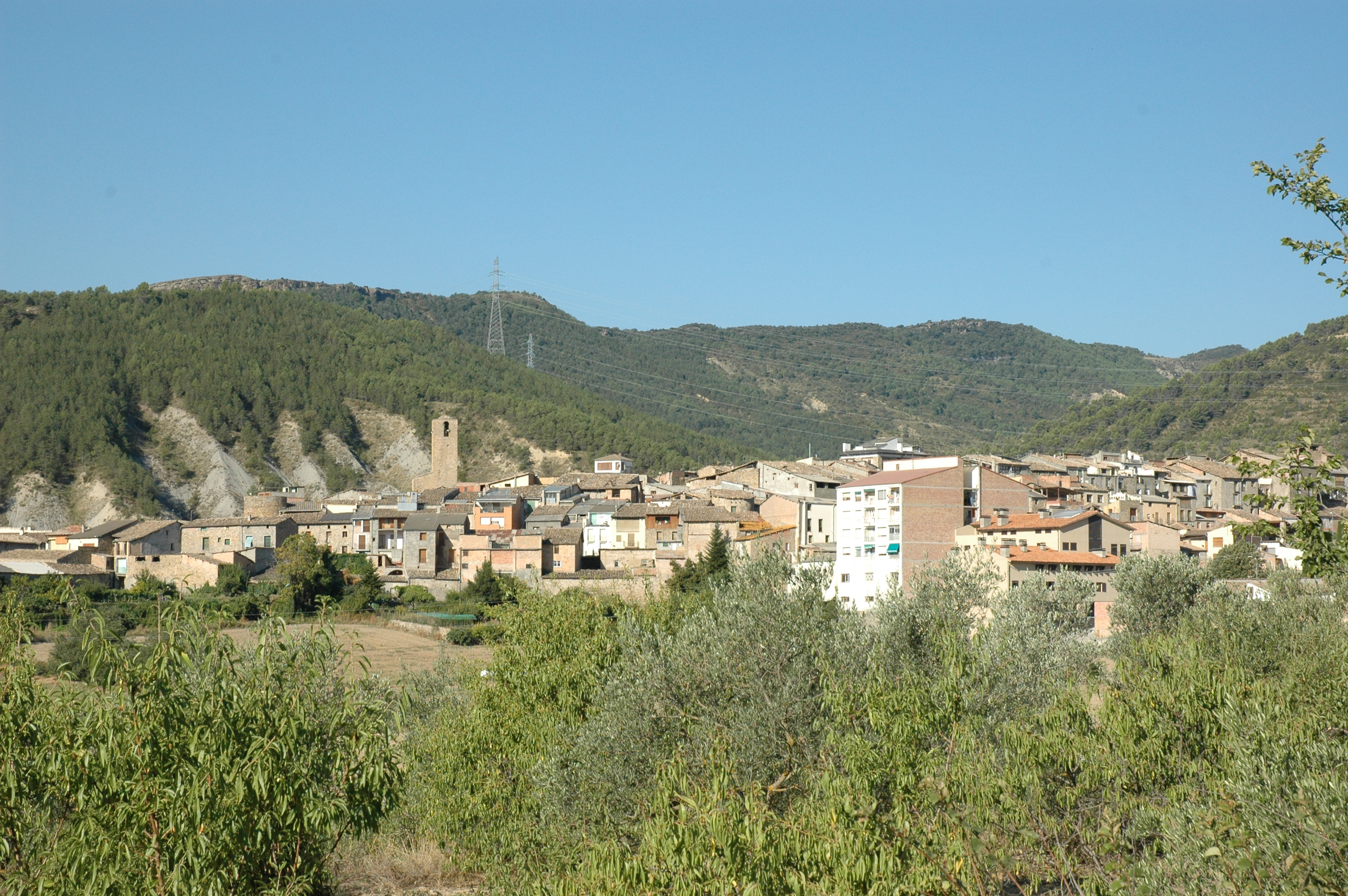
Salàs de Pallars i grevskapet Pallars Jussà.

Pallars Jussà är ett grevskap, comarca, i västra Katalonien, i Spanien. Det bildades 1936, som en del i det gamla Pallars. Huvudstaden heter Tremp, med 6288 innevånare 2013.

## Kommuner
Pallars Jussà är uppdelat i 14 kommuner, municipis.

- Abella de la Conca
- Castell de Mur
- Conca de Dalt
- Gavet de la Conca
- Isona i Conca Dellà
- Llimiana
- La Pobla de Segur
- Salàs de Pallars
- Sant Esteve de la Sarga
- Sarroca de Bellera
- Senterada
- Talarn
- La Torre de Cabdella
- Tremp